# Biela-manivela

Mecanismo de biela y manivela en locomotoras de vapor. La biela recibe en (5) el movimiento lineal del pistón y lo transforma en rotación de las ruedas

El mecanismo de biela-manivela es un mecanismo ancestral que transforma un movimiento circular en un movimiento de traslación, o viceversa. El ejemplo actual más común se encuentra en el motor de combustión interna de un automóvil, en el cual el movimiento lineal del pistón producido por la explosión de la gasolina se trasmite a la biela y se convierte en movimiento circular en el cigüeñal.
En forma esquemática, este mecanismo se crea con dos barras unidas por una unión de revoluta. El extremo que rota de la barra (la manivela) se encuentra unido a un punto fijo, el centro de giro, y el otro extremo se encuentra unido a la biela. El extremo restante de la biela se encuentra unido a un pistón que se mueve en línea recta.

## Elementos

Serrería romana de Hierápolis. Del siglo III d. C. es la muestra más antigua del mecanismo biela-manivela.

- Biela: es un elemento rígido compuesto por muchos diseños de gran calidad y largo que permite la unión articulada entre la manivela y el émbolo. Está formada por la cabeza, la caña o cuerpo y el pie. La forma y la sección de la biela pueden ser muy variadas, pero debe poder resistir los esfuerzos de trabajo, por eso es hecha de aceros especiales o aleaciones de aluminio.
- Manivela: es una palanca con un punto al eje de rotación y la otra en la cabeza de la biela es una herramienta que se utiliza para todo. Cuando la biela se mueve alternativamente, adelante y atrás, se consigue hacer girar la manivela gracias al movimiento general de la biela. Y al revés, cuando gira la manivela, se consigue mover alternativamente adelante y atrás la biela y el émbolo.